# Raúl Esparza

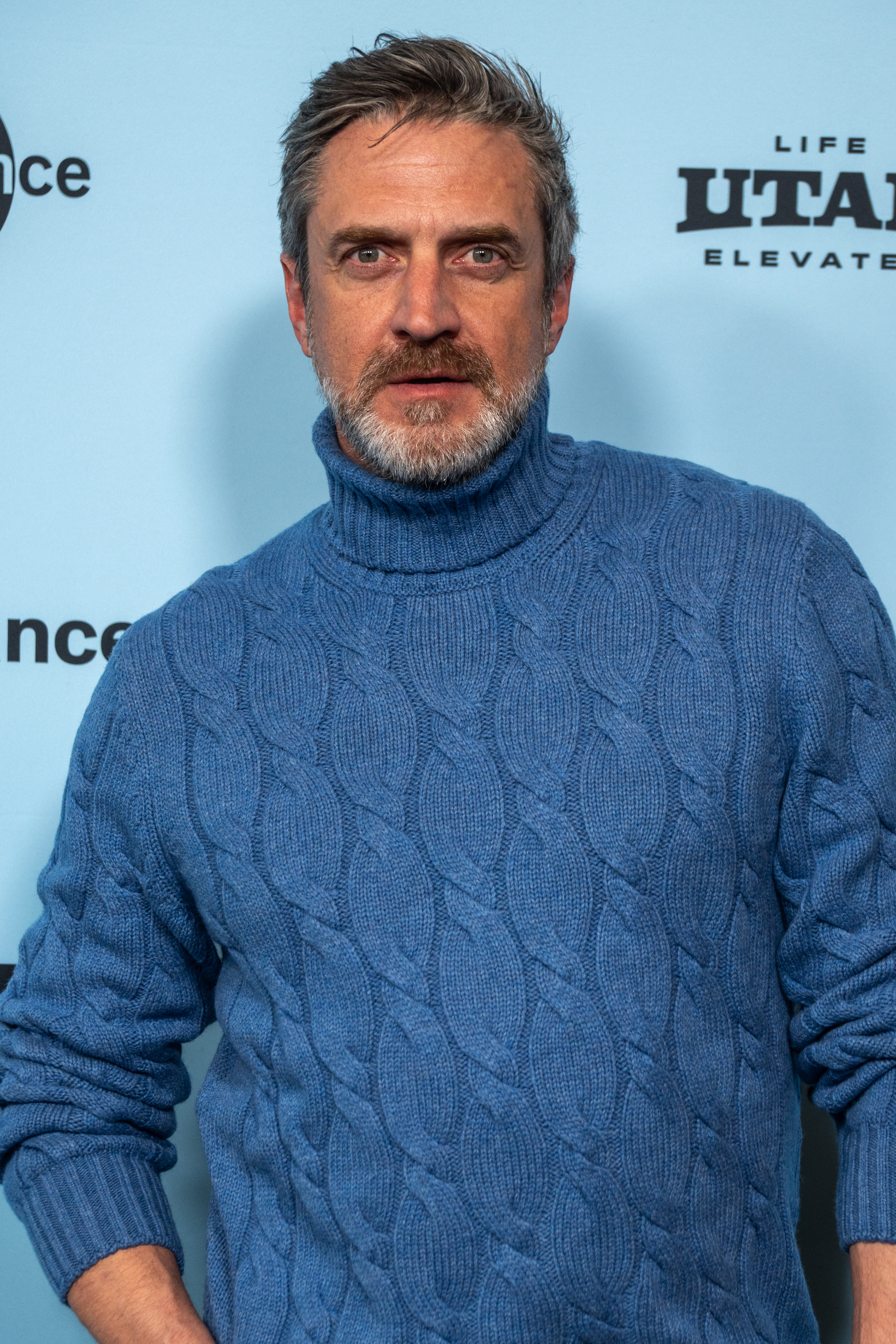
Raúl Esparza (2025)

Raúl Eduardo Esparza (* 24. Oktober 1970 in Wilmington, Delaware) ist ein US-amerikanischer Schauspieler und Musicaldarsteller.

## Leben
Raúl Esparza hatte 1993 seinen ersten Auftritt in der Serie South Beach. 2006 erfolgte in Find Me Guilty – Der Mafiaprozess sein Debüt in einem Spielfilm. Es folgten Auftritte in verschiedenen Fernsehserien und Film wie My Soul to Take (2010).
In der 14. Staffel der Fernsehserie Law & Order: Special Victims Unit war Esparza erstmals als Staatsanwalt Rafael Barba zu sehen. Zur folgenden Staffel wurde er zu einem Hauptdarsteller befördert, 2018 verließ er die Serie. 2013 übernahm Raúl Esparza in der Psychothriller-Krimiserie Hannibal die Rolle des Dr. Frederick Chilton.
Neben seinen Fernsehauftritten spielt er auch Theater.
Esparza wurde mehrmals für den Tony Award nominiert.

## Filmografie (Auswahl)
- 1993: South Beach (Fernsehserie, Folge 1x07)
- 1996: Chaos City (Fernsehserie, Folge 2x05)
- 2006: Find Me Guilty – Der Mafiaprozess (Find Me Guilty)
- 2007: Pushing Daisies (Fernsehserie, Folgen 1x03, 1x08)
- 2007: Criminal Intent – Verbrechen im Visier (Law & Order: Criminal Intent, Fernsehserie, Folge 8x11)
- 2010: Law & Order (Folge 20x12)
- 2010: My Soul to Take
- 2010: Medium – Nichts bleibt verborgen (Medium, Fernsehserie, Folge 7x10)
- 2011: A Gifted Man (Fernsehserie, Folgen 1x02–1x03)
- 2012–2018, 2020–2022: Law & Order: Special Victims Unit (Fernsehserie, 119 Folgen)
- 2012: 666 Park Avenue (Fernsehserie, Folge 1x09)
- 2013–2015: Hannibal (Fernsehserie, 9 Folgen)
- 2016: Custody
- 2016–2018: BoJack Horseman (Fernsehserie, 8 Folgen, Stimme)
- 2017: Ferdinand (Animationsfilm)
- 2018: The Path (Fernsehserie, 5 Folgen)
- 2018: Suspicion (Fernsehfilm)
- 2020: The Good Fight (Fernsehserie, Folge 4x04)
- 2021: Law & Order: Organized Crime (Fernsehserie, Folge 2x09)
- 2021: Dopesick (Fernsehserie, 6 Folgen)
- 2022: Candy: Tod in Texas (Miniserie)
- 2023: A Murder at the End of the World (Fernsehserie)